# 9G-Tronic
9G-Tronic (код 725) или NAG3 — торговая марка 9-ступенчатых автоматических коробок передач немецкой компании Mercedes-Benz, заменивших в 2013 году модель 7G-Tronic.

## История
АКПП 9G-Tronic пришла на смену своей предшественнице 7G-Tronic в 2013 году, став 7-й автоматической коробкой переключения передач компании Mercedes-Benz. Дебютировала она на дизельной модели E350 BlueTEC 2014 года, которая улучшила свои показатели, став одной из самых эффективных шестицилиндровых дизельных легковушек в своём классе.
При разработке новой 9-ступенчатой автоматической коробки передач инженеры-конструкторы компании Mercedes-Benz сосредоточились на вопросах облегчения конструкции с сохранением её размеров и реализации схемы с девятью передачами при минимальном количестве планетарных рядов и механизмов переключения передач. В результате интенсивного компьютерного системного анализа и синтеза эту задачу конструкторам удалось решить, обойдясь всего четырьмя простыми планетарными рядами и шестью механизмами переключения передач.
Коробка передач 9G-Tronic получила внутреннее обозначение NAG3 («новая автоматическая коробка передач 3-о поколения»). Её производство налажено на заводе в Хедельфингене (Штутгарт, Германия), где за последние 50 лет было выпущено около 22 миллионов АКПП для легковых автомобилей.
С 2014 года АКПП 9G-Tronic устанавливается на автомобили E-класса (в том числе купе/кабриолет) и CLS-класса, с 2015 — GLC, GLE (в том числе купе) и GLS-классах. С 2016 года коробка стала доступна на C и SL-классах.

## Описание
9G-Tronic представляет собой усовершенствованный вариант трансмиссии 7G-Tronic Plus и является первой в мире 9-ступенчатой автоматической коробкой передач в премиум-сегменте. Девять передач переднего хода способствуют более быстрому и плавному переключению, что способствует экономичности, комфорту и динамике вождения. При этом, АКПП способствует снижению расхода топлива на величину до 6.5%.
КПД новой коробки передач составляет невероятную цифру – 92% (для сравнения этот показатель у 7G-Tronic составлял 85%), а диапазон передаточных отношений – 9.15. Благодаря этому частота вращения коленчатого вала ощутимо снижается на высоких передачах и скоростях из-за чего улучшается не только экономичность, но и уровень комфорта (так, например, при скорости 120 км/ч на девятой передаче частота оборотов будет составлять 1350 об/мин).
Несмотря на две дополнительные передачи и максимальный передаваемый крутящий момент до 1000 Н·м, новая автоматическая коробка передач требует столько же места для установки, сколько и её предшественник, хотя по весу она значительно легче. Двусоставная конструкция корпуса осталась без изменений: корпус гидротрансформатора изготовлен из лёгкого алюминиевого сплава, а корпус коробки передач с оптимизированным пластиковым масляным поддоном выполнен из более лёгкого магниевого сплава. Три датчика частоты вращения следят за работой трансмиссии и снабжают систему управления коробкой передач соответствующей информацией для эффективного переключения передач.
Для надёжного и в то же время энергоэкономичного снабжения долговечной синтетической трансмиссионной жидкостью Fuel Economy с улучшенными антифрикционными свойствами автоматическая коробка передач 9G-Tronic оборудуется двумя насосами. Существенно уменьшенный в размерах, механический основной насос располагается рядом со вторичным валом — конструктивно вне его оси; в движение он приводится с помощью цепи и дополнен отдельным электрическим насосом. Такая конструкция, с одной стороны, позволяет активно, в зависимости от нагрузки, регулировать объём потока смазочно-охлаждающей жидкости, а с другой обеспечивает совместимость АКПП 9G-Tronic с функцией «старт-стоп» двигателя. Кроме того, за счёт первой в мире реализации прямого управления в девятиступенчатой планетарной автоматической коробке передач удалось значительно повысить экономичность её гидравлики.
Три разных режима позволяют заранее выбрать характер переключения передач от экономичного до динамичного. Это повышает комфорт при движении и снижает уровень шума. Поскольку данная коробка передач способна при переключении перескакивать несколько ступеней, то для совершения энергичных и быстрых разгонов во время движения по трассе можно будет сразу же переключаться на несколько передач вниз. Уменьшение разницы между соседними числами оборотов, соответствующих ступеням трансмиссии, приводит к более быстрому переключению передач — а значит, и к большей отзывчивости и маневренности автомобиля.
В коробку 9G-Tronic входят три режима вождения:
- «Comfort» («C») — для вождения с низким расходом топлива;
- «Sport» («S») — для быстрого и резкого вождения на высоких оборотах;
- «Manual» («M») — для быстрой езды и ручного переключения передач через систему DIRECT SELECT.

Коробка 9G-Tronic, со слов представителей компании, подходит для автомобилей с задним и полным приводом, а также для гибридов и электромоторов.

## Технические характеристики

### Общие данные
| Параметр                                                    | Значение                                                              |
| ----------------------------------------------------------- | --------------------------------------------------------------------- |
| Количество цилиндров/компоновка                             | рядный/V-образный 4/6/8/12                                            |
| Максимальный крутящий момент                                | 1000 Н·м                                                              |
| Комплект шестерён                                           | 4 планетарные передачи                                                |
| Элементы переключения передач                               | 3 многодисковых тормоза, 3 многодисковые муфты                        |
| Общая длина                                                 | 639—649 мм                                                            |
| Общая ширина                                                | 384 мм                                                                |
| Общая высота                                                | 391 мм                                                                |
| Вес (с учётом гидротрансформатора и трансмиссионного масла) | 95 кг                                                                 |
| Длина главного вала коробки передач                         | 550 мм                                                                |
| Датчики                                                     | 3 датчика частоты вращения; датчики температуры, давления и положения |

### Передаточные отношения
| АКПП      | Передача | Передача | Передача | Передача | Передача | Передача | Передача | Передача | Передача | Передача |
| АКПП      | 1        | 2        | 3        | 4        | 5        | 6        | 7        | 8        | 9        | R-1      |
| --------- | -------- | -------- | -------- | -------- | -------- | -------- | -------- | -------- | -------- | -------- |
| 9G-Tronic | 5.5      | 3.33     | 2.31     | 1.66     | 1.21     | 1        | 0.87     | 0.72     | 0.60     | 4.93     |

## Номограмма
Данная номограмма является реальным геометрическим калькулятором, точно представляющим скорость вращения 3 * 4 = 12 внутренних валов коробки передач 9G-Tronic для 9 передаточных чисел (+ обратное), сгруппированных по 4 постоянным муфтам на 3 совместных и 5 независимых ординатах. Эти координаты расположены на оси абсцисс в строгом соответствии с пропорциями количества зубцов солнечной шестерни по отношению к их кольцам. Следовательно, выходные показатели на 3 ординате соответствуют значениям реальной коробки передач.
Данная геометрическая конструкция освобождает от проведения вычислений по формуле Уиллиса.
Обозначения:
- A: Тормозной механизм (блокирует s2 солнечную шестерню)
- B: Тормозной механизм (блокирует r3 кольцевую шестерню)
- C: Тормозной механизм (блокирует c1 водило)
- D: Муфта (соединяет c3 водило с r4 кольцевой шестернёй)
- E: Муфта (соединяет c1 водило с r2 кольцевой шестернёй)
- F: Муфта (соединяет s1 солнечную шестерню с c1 водилом)

Интерактивную номограмму см. в разделе Ссылки.